# آگودل
آگودِل (به فرانسوی: Agudelle) یک کمون در فرانسه است که در Canton of Jonzac واقع شده‌است.

## خصوصیات
آگودل ۵٫۳۶ کیلومترمربع مساحت و ۱۰۸ نفر جمعیت دارد و ۷۲ متر بالاتر از سطح دریا واقع شده‌است.